# 崎見百合
崎見 百合(さきみ ゆり、1972年7月25日-)は、日本の女性プロ雀士。最高位戦日本プロ麻雀協会でデビュー後、日本プロ麻雀協会に移籍。女流では唯一の雀王戦Aリーグ所属、難度が高いと言われる役満（四槓子、天和複数回）を含め、全ての役満を上がっていることから「役満クィーン」の異名を持つ。
夫は、同団体の雀士の鍛冶田良一。

## 獲得タイトル
- 女流雀王　2期（第3期及び第6期）
- プロクイーン決定戦　1期（第4期・日本プロ麻雀連盟主催）
- 麻雀棋士奨励会　1期（第1期）
- 麻雀フォーラム　1期（第3期）
- 第5回女流モンド21杯（MONDO21主催）
- 2002 世界麻雀選手権 女流棋士日本代表選考会決勝戦 1位[2]

## 作品

### 一般DVD
- プロ麻雀リーグ 女流雀士編（2005年3月30日、エイベックス）

## 出演

### テレビ
- モンド21麻雀プロリーグ（MONDO21）

## 書籍

### 関連本
- だめんず・うぉ〜か〜(倉田真由美著) 連載初期に数回登場。瞳が常にキラキラしている。